# جين مور (كرة سلة)
جين مور (بالإنجليزية: Gene Moore)‏ مواليد 29 يوليو 1945 في سانت لويس، هو لاعب كرة سلة أمريكي معتزل. بدأ مسيرته الاحترافية في سنة 1968. تم اختياره من قبل فريق ميلووكي باكز خلال الدرافت. يبلغ طوله 6 قدم 9 بوصة (2.1 م). اعتزل اللعب في 1975.

## روابط خارجية
- جين مور على موقع سبورتس رفرنس (الإنجليزية)
- جين مور على موقع كلية كرة السلة في سبورتس رفرنس.كوم (الإنجليزية)
- جين مور على موقع ريلجم (الإنجليزية)
- جين مور على موقع بروبوليرز (الإنجليزية)